# Victoriawinkel
Victoriawinkel was de benaming van de kruidenierswinkels van de Nederlandse groothandel N.V. Victoria Maatschappij, eigendom van de familie Scholtens. Huismerken of eigen logo's waren er niet.
De winkels vormden een van de vroegste kruideniersketens in  Groningen, Drenthe, Friesland en Overijssel in het begin van de 20e eeuw. De Victoria Maatschappij was in 1912 gevestigd in Sappemeer, waar ook de familie Scholtens woonde. De maatschappij werd in december 1940 omschreven als een "handel in koloniale en grutterswaren, koffiebranderij, vetsmelterij, suikerwerkfabricage, fabricage van groenten, fruit en jam in blik en glas en groentenzouterij" maar is kort daarna niet meer te vinden.